# Картерет (округ, Північна Кароліна)
Шаблон:StateAbbr_ 34°44′00″ пн. ш. 76°46′00″ зх. д. / 34.733333333333° пн. ш. 76.766666666667° зх. д.
Округ Картерет (англ. Carteret County) — округ (графство) у штаті Північна Кароліна, США. Ідентифікатор округу 37031.

## Історія
Округ утворений 1722 року.

## Демографія
За даними перепису
2000 року
загальне населення округу становило 59383 осіб, зокрема міського населення було 36947, а сільського — 22436.
Серед мешканців округу чоловіків було 29157, а жінок — 30226. В окрузі було 25204 домогосподарства, 17376 родин, які мешкали в 40947 будинках.
Середній розмір родини становив 2,76.
Віковий розподіл населення поданий у таблиці:
| Стать    | До 15 років | 15-21 | 22-29 | 30-39 | 40-49 | 50-65 | 65-85 | Понад 85 |
| -------- | ----------- | ----- | ----- | ----- | ----- | ----- | ----- | -------- |
| Чоловіки | 5122        | 2302  | 2605  | 4013  | 4640  | 5944  | 4263  | 268      |
| Жінки    | 4815        | 2196  | 2276  | 4089  | 4930  | 6224  | 5042  | 654      |

## Виноски
1. ↑  U.S. Decennial Census. United States Census Bureau. Архів оригіналу за 12 квітня 2013. Процитовано 13 січня 2015.
2. ↑  Historical Census Browser. University of Virginia Library. Архів оригіналу за 11 серпня 2012. Процитовано 13 січня 2015.
3. ↑  Forstall, Richard L., ред. (27 березня 1995). Population of Counties by Decennial Census: 1900 to 1990. United States Census Bureau. Архів оригіналу за 3 березня 2015. Процитовано 13 січня 2015.
4. ↑  Census 2000 PHC-T-4. Ranking Tables for Counties: 1990 and 2000 (PDF). United States Census Bureau. 2 квітня 2001. Архів оригіналу (PDF) за 18 грудня 2014. Процитовано 13 січня 2015.
5. ↑  State & County QuickFacts. United States Census Bureau. Архів оригіналу за 6 червня 2011. Процитовано 18 жовтня 2013.(англ.) Наведено за англійською вікіпедією.
6. ↑  American FactFinder. Бюро перепису населення США. Архів оригіналу за 29 липня 2011. Процитовано 31 січня 2008.

| США | Це незавершена стаття з географії США. Ви можете допомогти проєкту, виправивши або дописавши її. |